# Uchida Teppei
Teppei Uchida (sinh ngày 22 tháng 5 năm 1975) là một cầu thủ bóng đá người Nhật Bản.

## Sự nghiệp câu lạc bộ
Teppei Uchida đã từng chơi cho Ventforet Kofu.